# Henri Ramière
Henri Ramière (właściwie: Henri Marie Felix Ramière) (ur. 10 lipca 1821 w Castres, Francja; zm. 3 stycznia 1884 w Tuluzie) – francuski jezuita i publicysta.

## Życiorys
Do Towarzystwa Jezusowego wstąpił 15 czerwca 1839 r. Był profesorem teologii i filozofii w Vals ok. Le Puy, gdzie poznał ideę Apostolstwa Modlitwy. Od 1861 r. poświęcił się tej formie apostolatu w Tuluzie, zakładając miesięcznik Messager du Cœur de Jésus - Bulletin mensuel de L´Apostolat de la Prière (Posłaniec Serca Jezusowego – miesięczny biuletyn Apostolstwa Modlitwy), w którym pisał do 1884. To pismo zyskało szeroki zasięg, ukazując się do I wojny światowej w 42 krajach i 26 językach.
Podczas I Soboru Watykańskiego Ramière był doradcą teologicznym biskupów Beauvais i opowiedział się za dogmatem nieomylności. W latach 1870 – 1873 współpracował z czasopismem Études, niemniej jednak najważniejszym jego zajęciem była praca przy Messager du Coeur de Jésus.

## Pisma
- L´Apostolat de la prière
- Les espérances de l´Eglise
- La Question Sociale et le Sacré Cœur
- Le regne social et la divinisation du chrétien
- Le Royaume de Jésus Christ dans l´Histoire

Poza wymienionymi książkami napisał wiele artykułów w Messager du Cœur de Jésus.